# Krystyna Dąbrowska (Dichterin)

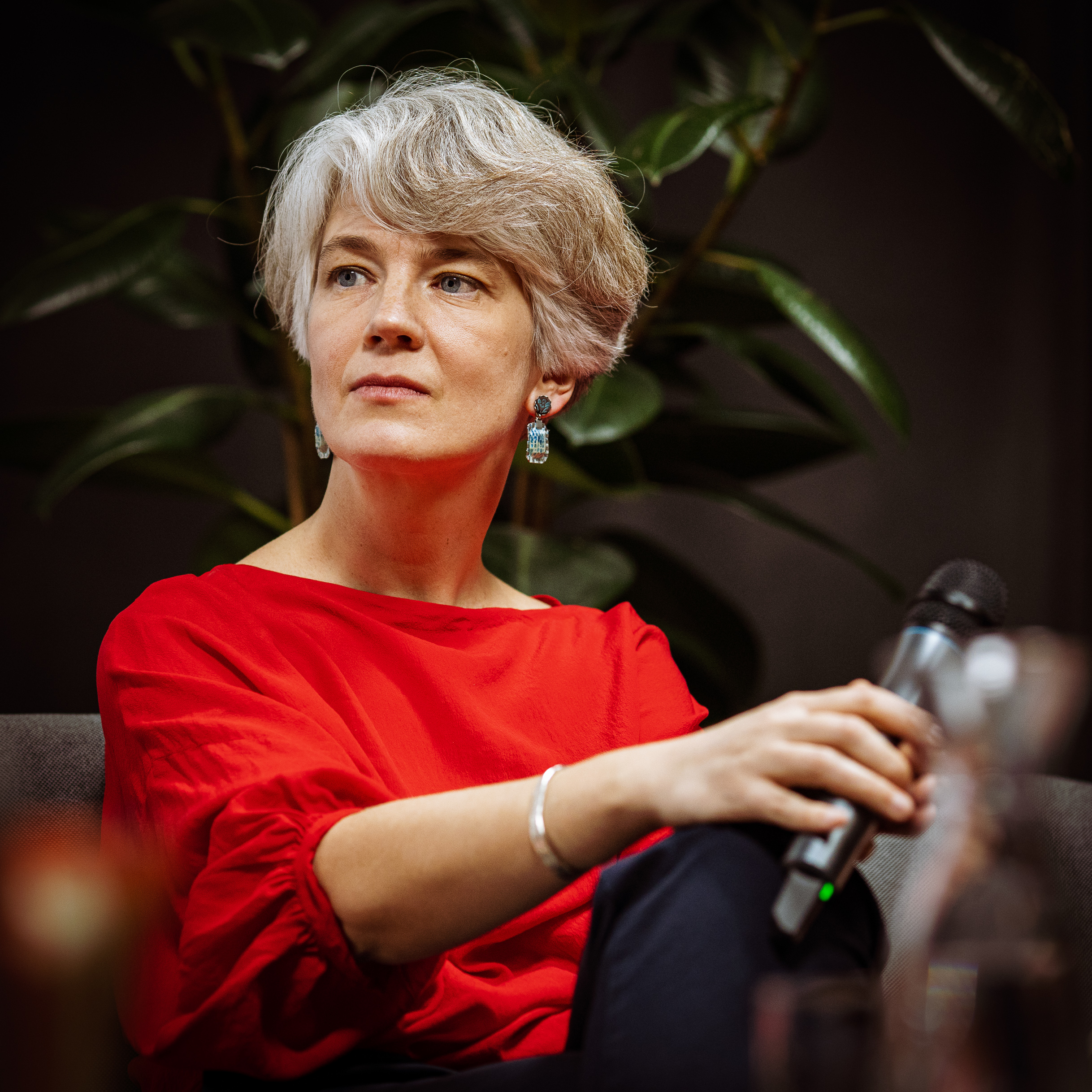
Krystyna Dąbrowska

Krystyna Dąbrowska (* 1979) ist eine polnische Dichterin und Übersetzerin aus dem Englischen.

## Leben
Dąbrowska studierte Graphik an der Akademie der Bildenden Künste Warschau.
2006 debütierte sie mit dem Gedichtband Biuró podróży. 2012 folgte ihr zweiter Gedichtband Białe krzesła, für den sie 2013 sowohl den Wisława-Szymborska-Preis als auch den Kościelski-Preis erhielt.
Sie hat Gedichte von William Carlos Williams, William Butler Yeats, Thomas Hardy und Thom Gunn aus dem Englischen ins Polnische übersetzt.

## Bibliografie
- Biuro podróży, 2006
- Białe krzesła, 2012 (Gewinner des Wisława-Szymborska-Preises und des Kościelski-Preises)
- Czas i przesłona, 2014